# Les Chevaliers de l'An Mil
Les Chevaliers de l'An Mil est un jeu vidéo de rôle édité par Ubisoft pour différents ordinateurs Thomson. L'éditeur présente cette aventure comme « une superbe épopée médiévale fantastique où vous allez pouvoir jouer le rôle du méchant ».
L'élément central du jeu est une carte en 2D, formée d'une grille de 9 cases par 9 cases, dont l'équipe du joueur occupe la case centrale.

## Synopsis
Le joueur dirige une équipe de personnages envoyés par les dieux du Chaos pour retrouver deux fioles contenant la peste noire. Ces fioles sont cachées dans des donjons et gardées par des monstres.
Le joueur forme son équipe au début de l'aventure en choisissant des personnages parmi les quatre races disponibles : elfe noir, nain du chaos, orque et troll. La classe de chaque personnage, également définie par le joueur, vient achever leur caractérisation en introduisant éventuellement une part de magie : classe anti-paladin, barbare, démoniste, garde noir, nécromant et sorcier. Les sorts accessibles à chaque personnage dépendront de la classe choisie.
Les combats utilisent la force ou la magie. Les personnages acquièrent de l'expérience et de nouvelles capacités au fur et à mesure de l'aventure.

## Équipe de développement
- Laurent Freres